# Giacomos Sommer
Giacomos Sommer (Originaltitel: L’estate di Giacomo) ist ein semidokumentarischer Film des Regisseurs Alessandro Comodin aus dem Jahr 2011. Der 19-jährige, ehemals gehörlose Giacomo verbringt einige Sommertage mit Stefania, seiner Freundin seit Kindheitstagen, nachdem er sich einer Operation des Gehörs unterzogen hat.

## Handlung
Am Anfang spielt Giacomo ein Schlagzeugsolo in einem kahlen Raum. Die bewegte Handkamera filmt ihn von hinten. Dabei sieht man sein Hörgerät hinter dem Ohr.
Stefania und Giacomo kämpfen sich durch Gebüsch, Wald, Unkraut und schlammige Wege zu einer schönen, tief türkisfarben leuchtenden Stelle am Fluss. Dort springen sie ins Wasser, Giacomo bewirft Stefania mit Schlamm. Sie sagt ihm er solle damit aufhören. Dann lassen sie sich am Ufer zu einem friedlichen Picknick nieder.
Giacomo umrundet das Schlagzeug auf dem diesmal Stefania ein Solo spielt. Dazu schreit er mehr, als dass er singt.
Am Rande eines kleinen Wäldchens, neben einem Feld, streifen Giacomo und Stefania ziellos umher. Sie rauchen einen Joint und spielen mit einem Ast und einer verdorbenen Frucht Baseball.
Die beiden hängen in seinem Zimmer ab. Auf dem Laptop läuft der Song Egyptian Reggae von Jonathan Richman.
Das Lied zieht sich in die nächste Szene. Giacomo und Stefania fahren auf dem nächtlichen Rummelplatz Kettenkarussell. Danach lassen sie sich über das Volksfest treiben, beobachten ältere Paare beim Tanzen und schwingen schließlich selbst, anfänglich noch unsicher, das Tanzbein. Der Abend endet mit einem Feuerwerk.
Stefania und Giacomo liegen abermals am Strand des Flusses. Sie albern herum und bewerfen sich wieder mit Schlamm. Als Stefania etwas ins Auge bekommt, ist das der Anlass für die beiden über das Leben zu reden. Stefania gibt ihm zu verstehen, dass „das Glück in den kleinen Dingen liegt.“
Im Licht der Abendsonne fährt Giacomo mit Stefania, die auf dem Gepäckträger des Fahrrades steht eine Landstraße entlang. Dazu hört man das Musikstück: Fifteen years ago von Dupap.
Am Ende ist Giacomo mit seiner neuen Freundin Barbara an einer anderen Stelle des Flusses. Während sie schwimmen geht hört man einen Text über die Unsicherheit und Zerbrechlichkeit der ersten Liebe. Dann umarmen sie sich.

## Hintergrund
Den ganzen Beginn des Filmes sieht man die Protagonisten nur von hinten mit bewegter Handkamera gefilmt. Erst als sie die idyllische Stelle am Fluss erreichen sind die Gesichter von Stefania und Giacomo deutlich zu erkennen.
Giacomo hat den ganzen Film über eine unbestimmte Aggression gegen Stefania, die mit dieser Stimmung aber ganz gut klarkommt, da sie ihr seit Jahren vertraut ist.
Ursprünglich war der Film als Dokumentation geplant die das Leben von Giacomo vor dem operativen Eingriff zeigt, und dann erst den Sommer danach mit der Sprachtherapie und der Gewöhnung an das normale Hören.
Der Fluss an dem wesentliche Teile des Films gedreht worden sind, ist der Tagliamento in der italienischen Provinz Friaul.

## Kritik
„Als der Regisseur Alessandro Comodin seinen Film in der norditalienischen Ebene begann, hatte er eine klare Vorstellung davon, was er wollte. Er wollte einen Dokumentarfilm drehen, aber dann wurde es am Ende etwas völlig anderes und dabei ein großartiger Film. Einer, der einen richtig umhaut. Comodin entdeckte eine Geschichte, die er nicht geplant hatte.“

„[…] Mit demselben sicheren Gespür verdichtet der Film auch ganz langsam eine Stimmung, die von Freiheit, Leichtigkeit und Zuneigung erzählt, in die sich aber auch ein bisschen Wehmut mischt: Der Herbst hat schon angefangen.“

„Behutsam lässt Regisseur Alessandro Comodin ein noch ganz unbestimmtes Unwohlsein entstehen – zwischen zwei Menschen, die schon zu alt sind fürs kindliche Spiel und sich langsam ins Erwachsensein auseinanderfremdeln.“

„(Dokumentar-)Film über Verliebtheit und Erwachsenwerden, in dem die Protagonisten erkennen, dass Erinnerungen zwar die Gegenwart determinieren, die mit ihr verknüpften Erlebnisse aber einer vergangenen Zeit angehören; freilich ebnen sie auch den Boden für Neuentdeckungen. Der Film behandelt sein Sujet einfühlsam und mit märchenhaften Tönen.“

## Auszeichnungen
Internationales Filmfestival von Locarno - Pardo d’oro Cineasti del presente - Premio George Foundation